# Туркохор (Иматија)
Туркохор (грч. Πατρίδα, Патрида) је насељено место у општини Бер у периферији Средишња Македонија, Грчка. Према попису из 2021. године било је 1.314 становника.
Према бугарском географу и историчару, Василу Канчову, у Туркохору је 1900. године живело 170 Словена хришћана. После 1923. године насељено је 124 грчких избегличких породица из Турске, укупно 458 особа.